# Games Workshop
La Games Workshop Group (spesso abbreviata in GW) è un'azienda britannica fondata a Londra nel 1975 da Ian Livingstone e Steve Jackson, oggi con sede a Nottingham. Dedicata inizialmente all'importazione e pubblicazione di giochi di ruolo a causa del successo dei suoi wargame tridimensionali tra cui soprattutto Warhammer Fantasy Battle e Warhammer 40.000 ha concentrato principalmente le sue attività su di essi.
La Games Workshop è quotata sul London Stock Exchange con il simbolo GAW.L.

## Storia

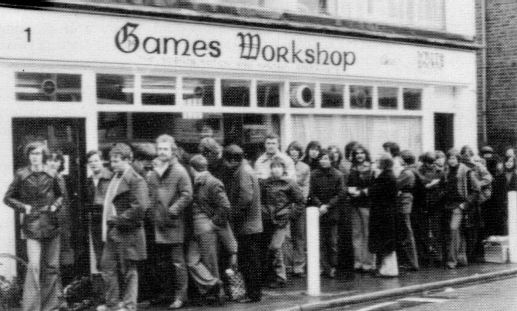
L'apertura del primo negozio della Games Workshop in Dalling Road n. 1, Hammersmith, Londra, nell'aprile 1978.

La Games Workshop è stata fondata nel 1975 da John Peake, Ian Livingstone e Steve Jackson (da non confondere con l'omonimo statunitense, anch'esso autore di giochi), in Bolingbroke Road, Londra. Originariamente produceva tavole da gioco in legno per giochi da tavolo tradizionali, come backgammon, mancala, Mulino e Go, prodotti fisicamente da Peake, mentre Livingstone curava la distribuzione e vendita ai negozi locali e Jackson si occupava dell'ufficio e di scrivere articoli per la rivista Games & Puzzle.
Per promuovere i propri affari la Games Workshop fondò la rivista Owl and Weasel nel febbraio 1975. Fin dall'inizio fu affermato chiaramente l'interesse nello stampare "giochi progressisti" (progressive games), inclusi videogiochi. Per pubblicizzare la rivista il primo numero fu inviato agli iscritti della recentemente defunta fanzine di giochi Albion e tra questi c'era Brian Blume, da poco entrato in società con Gary Gygax e Don Kaye per la pubblicazione del nuovo gioco Dungeons & Dragons. Blume inviò una copia di Dungeons & Dragons alla Games Workshop, e questo attirò subito l'attenzione di Livingstone e Jackson, che dopo qualche contrattazione ne ordinarono sei copie per la rivendita in Inghilterra e dedicarono il sesto numero di Owl and Weasel al nuovo gioco.
Dungeons & Dragons fu immediatamente un successo e la Games Workshop ottenne un'esclusiva di tre anni per la sua rivendita in Inghilterra e iniziò a sostenere attivamente la sua pubblicazione, organizzando una convention di gioco alla fine del 1975 e dedicando una pagina di ogni numero dell'Owl & Weasel a un club rivolto al nuovo gioco, comunque Peake che non era interessato a questo ne andò all'inizio del 1976.
Nel 1976 Livingstone e Jackson, che operavano la loro società dal loro appartamento furono scacciati dal proprietario, stanco di vedere persone presentarsi in quella che pensavano la sede di un negozio e società di giochi. I due approfitarono dell'evento per recarsi in vacanza negli Stati Uniti, dove visitarono la Gen Con XI, incontrando e stringendo contatti molti altri editori statunitensi di giochi, tra cui Chaosium, Fantasy Games Unlimited, Game Designers' Workshop e Judges Guild Per un breve periodo la società usò come sede l'appartamento della ragazza di Livingstone, quindi si trasferì in un piccolo ufficio, condiviso con un agente immobiliare. In questo periodo Livingstone e Jackson che non potevano permettersi di pagare anche l'affitto per un appartamento in cui vivere, dormirono in un furgone parcheggiato fuori dall'ufficio e si iscrissero in una locale palestra di squash per poterne sfruttare le docce al mattino.
Nel 1977 per sostenere le vendite dei giochi importati Owl e Weasel fu chiuso e sostituito nel giugno 1977 da White Dwarf, una rivista professionale stampata su carta patinata, con una tiratura iniziale di 4 000 copie. Alla fine del 1977 la Games Workshop iniziò a stampare su licenza un'edizione locale dei giochi di ruolo di cui aveva licenza, dato che risultava molto più economico che non importare l'edizione statunitense. Oltre ai prodotti della TSR tra i giochi ristampati su licenza ci furono Traveller nel 1979, RuneQuest nel 1979, Gangster! nel 1982 e Il richiamo di Cthulhu, Il gioco di ruolo del Signore degli Anelli, Paranoia e Star Trek: The Role Playing Game tra il 1984-1986.
Nel 1978 la Games Workshop aprì il suo primo negozio a Hammersmith, Londra.
All'inizio del 1979 la Games Workshop, in partnership con Bryan Ansell, fornì i capitali per la fondazione della Citadel Miniatures a Newark-on-Trent. La nuova ditta iniziò la produzione di due linee di miniature per i giochi di ruolo, la prima un'edizione su licenza delle miniature della Ral Partha, la seconda delle miniature basate sui mostri che comparivano su White Dwarf. Oltre ai prodotti su licenza la Games Workshop iniziò anche la pubblicazione di accessori per i giochi di ruolo che importava, per esempio pacchi di schede del personaggio per Dungeons & Dragons o la mappa di un'astronave per Traveller. Nel 1980 iniziò la produzione di giochi da tavolo propri, trasformandosi sempre di più in un editore, oltre che un importatore. Questo fu un periodo di rapida crescita ed espansione, sia di personale, che di prestigio e sedi. Il 4 ottobre 1980 aprì un secondo negozio a Manchester e il 5 settembre 1981 un terzo a Birghingam. Per un certo periodo Gary Gygax promosse l'idea di una fusione tra la TSR e la Games Workshop, ma Steve Jackson e Ian Livingstone si ritirarono dall'affare.
Jackson e Livingstone usarono White Dwarf anche per pubblicizzare il loro libro game Lo stregone della montagna incantata (The Warlock of Firetop Mountain, 1982). Questo era stato pubblicato dalla Puffin Books che però non credeva molto nel suo successo e non si era preoccupata granché di pubblicizzarlo, visto il suo successo lo trasformò nella popolare serie Fighting Fantasy che pubblicò 59 libro game nel corso di 13 anni. Comunque il successo della linea di libri distrasse Jackson e Livingstone dalla cura degli affari della Games Workshop.
Nel 1983 la Citadel pubblicò la prima edizione del wargame tridimensionale Warhammer Fantasy Battle, che insieme agli altri wargame derivati da esso sarebbe diventato il prodotto principale della Games Workshop. Lo stesso anno la Games Workshop pubblicò il gioco da tavolo d'avventura Talisman che ebbe un buon successo, con numerose ristampe ed espansioni. Sempre nel 1983 iniziò a produrre videogiochi per lo ZX Spectrum.
Nel 1984 la Games Workshop cessò di distribuire i suoi prodotti negli Stati Uniti attraverso la Hobby Games Distributors e apri la sua filiale statunitense a Gaithersburg nel Maryland. Complessivamente alla fine degli anni ottanta attraversò un periodo di crescita e arrivò ad avere oltre 250 impiegati per il 1990. Sempre nel 1984 tentò la produzione in proprio di giochi di ruolo, con Golden Heroes (Simon Burley e Pete Haines, 1984) un gioco di ruolo di supereroi generico, ma per cui la Games Workshop aveva tentato di ottenere una licenza dalla Marvel Comics Golden Heroes non ebbe gran successo, dovendo scontrarsi con un mercato all'epoca affollato di supereroi — la Games Workshop tentò anche di impedire alla Mayfair Games di importare il loro DC Heroes, in compenso un certo successo l'ottenne con Judge Dread (Marc Gascoigne e Rick Priestley, 1985) basato sull'omonimo fumetto, di cui la Games Workshop deteneva già la licenza del 1982 per la produzione di un gioco da tavolo.
Nel 1985 il crescente successo di Warhammer Fantasy e l'impegno esterno di Jackson e Livingstone per Fighting Fantasy portò alla nomina di Bryan Ansell come managing director della Games Workshop. Nel 1986 iniziò la fusione con la Citadel, la distribuzione fu trasferita nella fabbrica di quest'ultima a Eastwood mentre la produzione fu trasferita a Nottingham. White Dwarf subì un drastico mutamento, e da rivista generalista, sia pur con un focus sui giochi di ruolo importati, divenne completamente un house organ, con articoli dedicati esclusivamente ai prodotti della Games Workshop. Le vecchie colonne dedicate ai giochi importati e la sezione recensioni furono chiuse per dare maggiore spazio alle anteprime dei nuovi prodotti della casa.
La compagnia continuò ancora a pubblicare per alcuni anni giochi di ruolo, tra cui oltre a quelli su licenza anche Warhammer Fantasy Roleplay (1986) basato sul wargame tridimensionale e diversi giochi da tavolo come per esempio uno dei primi cooperativi The Fury of Dracula (1987) e il gioco da tavolo d'avventura HeroQuest (1989), quest'ultimo in cooperazione con la Milton Bradley. Comunque il prodotto primario della compagnia stavano diventando sempre di più le miniature, nel 1987 fu pubblicata la terza edizione di Warhammer Fantasy e il nuovo Warhammer 40,000: Rogue Trader che trasportava nello spazio le razze fantasy di Warhammer Fantasy. Le linee di giochi di ruolo furono lentamente chiuse e nel 1989 l'ultimo gioco di ruolo rimasto in pubblicazione, Warhammer Fantasy fu ceduto in gestione a una sussidiaria, la Flame Publication con risorse tagliate all'osso. Quest'ultima pubblicò solo una manciata di supplementi nel corso di un paio d'anni. Nel 1991 Livingstone e Jackson cedettero le loro quote nella compagnia, lasciandola definitivamente e nel 1992 anche la Flame Publication fu sciolta.
La catena di negozi si concentrò su un mercato più giovane e orientato alle famiglie. Il cambio di rotta ebbe successo e i profitti della compagnia crebbero, ma con questa mossa perse parte dei suoi fan più vecchi. Le lamentele dei vecchi clienti spinsero due ex dipendenti della GW a pubblicare Fantasy Warlord in competizione con la GW, ottenendo però poco successo. La Games Workshop si espanse in Europa, negli Stati Uniti, Canada e Australia, aprendo nuove filiali e organizzare eventi in ogni nuovo territorio commerciale. Le azioni della compagnia furono offerte sul London Stock Exchange nell'ottobre 1994. Nell'ottobre 1997 tutte le operazioni basate nel Regno Unito furono trasferite al quartier generale di Lenton, Nottingham. Il sito ospita il quartier generale, la redazione di White Dwarf, gli impianti di produzione e gli uffici di vendita per corrispondenza e la spedizione in Europa e gli uffici dei gruppi creativi che progettano miniature e giochi.
Comunque alla fine del decennio i profitti della compagnia si stavano riducendo e la compagnia attribuiva ciò all'aumento di popolarità dei giochi di carte collezionabili, come Magic: The Gathering e Pokémon Trading Card Game.

## Struttura aziendale
La Games Workshop inizialmente produceva in proprio tutti i componenti, successivamente si è affiliata alla Citadel Miniatures per la completa produzione di miniature e per il quadro dell'ambientazione (trattata in alcuni testi) ispirato ancora dagli universi di Warhammer alla cosiddetta sottosezione Black Library.
Invece per lo sviluppo e la pubblicazione di molti giochi presenti nella linea Specialist Games vi fanno capo la società Forge World per tutti i materiali dei giochi strategici, mentre l'azienda Black Industries si occupa degli accessori per quelli di ruolo e quindi la Sabretooth Games, dopo l'acquisto, lavora per quelli di carte.
A fronte di risultati costantemente negativi negli ultimi trimestri del 2007 il "management" della compagnia ha reagito chiudendo improvvisamente la sottosezione Black Industries. Questo esattamente una settimana dopo il lancio del manuale base di Dark Heresy, gioco di ruolo ispirato a Warhammer 40.000, che aveva visto le prime 20 000 copie esaurite in tre giorni grazie alle sole prenotazioni, ma dalla scarsa redditività tra costi e ricavi.
I negozi della Games Workshop si dividono in tre tipi:
- Outlet: negozi di proprietà diretta della Games Workshop
- Negozi Premium: negozi ufficialmente riconosciuti dalla sede centrale come loro migliori collaboratori, ai quali concede in anteprima le novità presenti sul mercato
- Negozi indipendenti: negozi affiliati all'azienda aventi modeste quantità di merce, per lo più scatole base e blister di miniature sostitutive

## Giochi di miniature
Si possono distinguere nei giochi principali, quelli cioè su cui la GW punta maggiormente e ricevono costanti aggiornamenti sia di miniature che di manuali e regole, e sono i seguenti:
- Warhammer Fantasy Battle
- Warhammer 40.000
- Il Signore degli Anelli - Gioco di battaglie strategiche

poi ci sono i giochi della serie Specialist, giochi che hanno fatto parte in passato dei giochi principali, ma che ora sono stati quasi abbandonati dal punto di vista sia di aggiornamenti nei regolamenti, sia di miniature ad-hoc necessarie:
- Blood Bowl: gioco da tavolo basato sul football americano, ma giocato da creature fantasy.
- Mordheim: wargame tridimensionale basato sui combattimenti tra piccole bande seguendo il background di Warhammer Fantasy Battle, in una città chiamata Mordheim.
- Warmaster: wargame tridimensionale basato sul background di Warhammer Fantasy Battle, ma usando miniature da 10 mm per battaglie campali.
- DreadFleet: un gioco di battaglie navali con modelli in scala molto ridotta, ambientato negli oceani del mondo di Warhammer Fantasy
- Necromunda: wargame tridimensionale basato sui combattimenti tra piccole bande seguendo la background di Warhammer 40.000.
- Inquisitor: wargame tridimensionale basato su combattimenti tra poche unità, usando miniature da 54 mm, seguendo il background di Warhammer 40.000.
- Battlefleet Gothic: wargame di combattimenti spaziali, usando le astronavi degli eserciti di Warhammer 40.000.
- Epic Armaggeddon: wargame tridimensionale sull'ambientazione di Warhammer 40.000, che simulava scontri a livello di grande tattica utilizzando miniature da 6 mm e una più grande proporzione di veicoli e macchine da guerra umanoidi dette titani.
- Aeronautica Imperialis: wargame tridimensionale sull'ambientazione di Epic Armageddon, che simulava scontri aerei utilizzando miniature in scala 6 mm.
- The Battle of Five Armies: wargame tridimensionale basato sull'omonima battaglia nel romanzo Lo Hobbit di Tolkien, usando miniature da 10 mm.
- Space Hulk: wargame tridimensionale basato su combattimenti all'interno di una astronave di Warhammer 40.000.

## Giochi di ruolo
- Golden Heroes (1984) gioco di ruolo supererosistico.
- Judge Dredd: The Role-Playing Game (1985).
- Martelli da guerra (Warhammer Fantasy, 1986): correntemente pubblicato su licenza dalla Fantasy Fligh Games.
- Dark Heresy, Rogue Trader, Black Crusade, Only War: giochi di ruolo pubblicati su licenza dalla Fantasy Flight Games ambientati tutti nel mondo di Warhammer 40.000, ma incentrati ognuno su un aspetto diverso dell'ambientazione (inquistori, freelance al comando di un vascello spaziale, adepti del chaos, marine imperiali).
- DungeonQuest (1985): creato in terra svedese col nome di Drakborgen (Dragon Keep), rappresenta una delle più celebri acquisizioni di licenze da parte della Games Workshop.

## Eventi
Ogni anno, nei principali paesi che hanno un negozio ufficiale, si tengono due eventi principali, il Games Day e il Golden Demon, che è la gara pittorica ufficiale della GW i cui premi sono la Slayer Sword, per il vincitore assoluto e i Golden Demon per i vincitori delle singole categorie, viene anche organizzato un torneo ufficiale chiamato Grand Tournament, per le categorie dei giochi principali. In estate si organizzano delle grandi campagne mondiali, a turno tra Warhammer Fantasy Battle e Warhammer 40.000.

## Riviste
La rivista White Dwarf, edita anche in Italia, si occupa di pubblicizzare le novità, di dare informazioni sugli eventi della Games Workshop nel mondo e di fornire aggiornamenti riguardanti regole e miniature.

## Videogiochi
La Games Workshop pubblicò direttamente alcuni giochi per gli home computer negli anni '80, tra cui Battlecars, Chaos: The Battle of the Wizards, D-Day, Key of Hope, Runestone, Talisman, Tower of Despair.
Dagli anni '90 in poi sono usciti numerosi videogiochi basati su giochi della Games Workshop, prodotti e pubblicati su licenza da altre compagnie specializzate.